# Dracaena aletriformis
Espèce
Dracaena aletriformis est une espèce de plantes (un dragonnier) de la famille des Asparagacées.

## Synonyme
- Dracaena hookeriana